# Noordelijk Oaxaca-Nahuatl
Het Noordelijk Oaxaca-Nahuatl is een variant van het Nahuatl dat gesproken wordt door de Nahua, oorspronkelijke bewoners van het huidige Mexico. De taal behoort tot de Uto-Azteekse taalfamilie. Bij ISO/DIS 639-3 is de code nhy. Er zijn circa 10.000 sprekers (1990). 